# Kjeld Olesen
Kjeld Støttrup Olesen (født 8. juli 1932 i København, død 25. juli 2024) var en dansk socialdemokratisk politiker. Han var medlem af Folketinget 1966-1987, var næstformand for Socialdemokratiet i 1970'erne samt politisk ordfører.
Han var minister i regeringerne:
- Forsvarsminister i Regeringen Jens Otto Krag III 1971-1972
- Forsvarsminister i Regeringen Anker Jørgensen I 1972-1973
- Minister for offentlige arbejder i Regeringen Anker Jørgensen II 1975-1978
- Udenrigsminister i Regeringen Anker Jørgensen IV 1979-1981
- Udenrigsminister i Regeringen Anker Jørgensen V 1981-1982

Kjeld Olesen genoptog efter sin politiske karriere sit gamle job som sømand og tog bl.a. styrmandseksamen i 1995.

## Antikommunist og spion
Kjeld Olesen var søn af modstandsmand og hjemmeværnskonsulent Anker Olesen (1902-1955) og hustru Severa Madsen (1908-1973). Han tog realeksamen 1949, gik på søfartsskole 1950 og blev shippinguddannet i J. Lauritzen 1950-53. Faderen havde været borgerlig modstandsmand og var som antikommunist involveret i efterkrigstidens politiske kamp om Hjemmeværnet. Måske var disse opslidende konflikter årsagen til faderens tidlige død 1955.
Et par måneder efter faderens begravelse henvendte modstandsmanden og antikommunisten Arne Sejr sig til Kjeld Olesen med tilbud om at arbejde for Sejrs illegale efterretningsorganisation "Firmaet". I kølvandet på faderens død "hadede" Kjeld Olesen kommunisterne. Sejr afkrævede Kjeld Olesen et tavshedsløfte: "Så sagde han, at de havde en særlig aktivitet, der havde med aflytning at gøre. Han nævnte to politiske navne, en konservativ og en socialdemokrat [...] og sagde endvidere, at de samarbejdede tæt med Forsvarets Efterretningstjeneste. Jeg sagde ja til det." Fra 1955 var Kjeld Olesen engageret for Firmaet og var beskæftiget med ulovlig aflytning af kommunister. Oplysningerne blev videregivet til CIA. Olesen var således 1955-56 medvirkende til aflytningen af DKP-folketingsmedlemmet Alfred Jensen og hustru Ragnhild Andersen. Olesen har oplyst, at han fik 500 kroner om måneden for sit arbejde.
Kjeld Olesens virke som antikommunistisk spion blev først kendt i 1998, da han afslørede sagen i et interview på DR2. Men allerede i 1975 havde Erik Ninn-Hansen i sin erindringsbog Syv år for VKR røbet, at en af VKR-regeringens "hårdeste angribere i sine helt unge år havde deltaget i aflytninger med hemmelige mikrofoner, der var anbragt hos politiske modstandere."
Da DR's Washington-korrespondent Christian Winther i julen 1975 – med tidligere statsminister Jens Otto Krag som dårligt camoufleret kilde – kunne fortælle, at de to DKP'eres lejlighed var blevet aflyttet under opgøret om partiformand Aksel Larsen i 1958, gik mediernes jagt ind på den socialdemokrat, der måtte have deltaget i aflytningen. 21. januar 1976 kunne Information i en forsideoverskrift fastslå, at "Det er Kjeld Olesen som Erik Ninn-Hansen sigter til."
I januar 1976 sagde Kjeld Olesen – dengang næstformand i Socialdemokratiet – til Dagbladet Information:
"Jeg kender intet til aflytningen af Alfred Jensens lejlighed under splittelsen af DKP i 1958, som nu er fremme i pressen. Derimod havde jeg midt under den kolde krig, som 23-årig, i 1955 kontakt med nogle fra den gruppe, som kan have været dem, der foretog aflytningen."
Olesen var samtidig formand for DSU-centralafdeling 1953-54 og sekretær i den NATO-venlige forening Atlantsammenslutningen 1954-56.

## Karriere i Socialdemokratiet
I 1956 forlod Kjeld Olesen "Firmaet". Han var tilknyttet socialborgmester Urban Hansen 1956-57, sekretær i Det kooperative Fællesforbund 1957-58, beskæftiget i Socialdemokratiet fra 1958 bl.a. som organisationssekretær 1962-66. 1966 blev Olesen valgt til Folketinget i Rødovrekredsen, hvor han havde sæde til 1987 og var medlem af Det Udenrigspolitiske Nævn 1969-71, af Forsvarskommissionen af 1969 til 1971. Han var næstformand for Socialdemokratiet fra 1973 indtil 1981.
Han var redaktør af Mål og Midler (1969), Forvaret til Debat (1970) og redaktør af tidsskriftet Verdens Gang 1967-69 og af Ny Politik 1970-71.
Han indstillede karrieren i 1987, ifølge egen forklaring ovenpå kritik af en rejse, han i 1984 som oppositionspolitiker gennemførte til det kommunistiske styre i Moskva.

## Familie
Han blev gift 1. gang 30. juni 1962 i Hadsund Kirke med sygeplejerske Hanne Vibeke Hansen (født 12. april 1937 i Hadsund, død 18. august 2011), datter af læge Hans Jørgen Hugo Hansen (født 1. oktober 1897, død 9. juni 1986) og hustru Ane Marie Jørgensen (1900-?). Han blev gift 2. gang 16. januar 1992 med lærer Lis Holm.